# ベン・スティーヴンス
ベンジャミン・アーバン・スティーブンス（1959年3月18日 - 2022年10月13日）は、アラスカ州議会の大統領を務めたアメリカの政治家および政治顧問。スティーブンスは、米国上院の歴史の中で3番目に長い共和党員である故米国上院議員セオドア・スティーヴンスの息子。